# Pavel Sukdolák
Pavel Sukdolák (21. září 1925 Humpolec – 12. června 2022) byl český ilustrátor, grafik, malíř a autor příležitostných textů.

## Život
Dědeček Pavla Sukdoláka se ve Vídni vyučil soustružníkem perleti a krátce po první světové válce si zřídil dílnu v Humpolci. Otec živnost převzal a Pavel Sukdolák tak v dětství vídal obrovské zásilky mořských lastur, které si otec nechal posílat z Hamburku.
Během studií na gymnáziu v Humpolci byl jeho nejbližším přítelem Jan Zábrana. Ten mu později zprostředkoval ilustrování knih pro nakladatelství Mladá fronta a jeho manželka Marie Zábranová pro časopis Světová literatura. U Sukdoláků byly po smrti Jana Zábrany ukryty až do pádu komunistického režimu Zábranovy deníky.
V letech 1945–1948 studoval na Českém vysokém učení technickém v Praze u prof. Cyrila Boudy. Po komunistickém převratu mu Bouda doporučil přestoupit na Akademii. Tam studoval v letech 1948–1950 u prof. Vladimíra Silovského a po absolvování dvouleté vojenské služby zde působil ještě v letech 1954–1957 jako aspirant. S ideologickým tlakem se vyrovnával přátelstvím s Františkem Hudečkem, Zdeňkem Sklenářem, Kamilem Lhotákem nebo Václavem Sivkem, ale respektovali ho i někteří komunisté jako Josef Liesler.
Brzy po válce, na začátku své umělecké dráhy, zakoupil ze smíchovské dílny proslulého uměleckého tiskaře Miro Pegrassiho unikátní tiskařský lis, na kterém od té doby tiskl všechny své grafické listy. Roku 1952 se stal členem SČUG Hollar. Na výtvarné scéně působil vždy jako solitér. Od roku 1954 byl výtvarníkem ve svobodném povolání a pracoval střídavě v Praze a v Humpolci. Roku 1958 podnikl studijní cestu do Rakouska.
Za ilustrace byl oceněn v anketě Nejkrásnější kniha roku (1962, 1968, 2004) a roku 1967 obdržel čestné uznání SČUG Hollar. Kromě toho obdržel prémii na Expositione di bianco e nero, Lugano (1962), výroční cenu nakladatelství Mladá fronta (1962), čestné uznání 4. mezinárodního trienále barevné originální grafiky Grenchen (1967). Roku 1969 získal zlatou medaili na bienále ve Florencii, 2009 čestnou cenu poroty Grafika roku. Roku 2015 obdržel ke svému životnímu jubileu Kamennou medaili Kraje Vysočina.
Před rokem 1989 měl v Československu pouze dvě samostatné výstavy, obě v nezávislých galeriích. Roku 2005 a potom v letech 2015–2016 proběhly výstavy k jeho životním jubilejím.

## Dílo
Pavel Sukdolák kreslil tužkou a uhlem už na obecné škole. Za války získal darem od malíře Otakara Štáfla temperové barvy. Během studia na Akademii se po roce 1948 snažil vyhnout politickým tématům a utíkal ke svým výtvarným vzorům – tvůrcům českého gotického malířství, Rembrandtovi, Piranessimu nebo Mařákovi. Ze zahraničních umělců pro něj byli nejdůležitější Chagall, Klee, Ernst a Picasso. Za studií na Akademii restauroval spolu s Jaroslavem Altem obrazy v Želivském klášteře.
V letech 1957–1960 působil jako ilustrátor časopisů Květen a Plamen. V 60. letech tvořil ilustrace pro edici Světová literatura, nakladatelství Mladá fronta, Státní nakladatelství dětské knihy nebo Československý spisovatel. Ilustroval bibliofilská vydání textů Charlese Baudelaira, Jana Skácela, Konstantina Biebla, Borise Pasternaka a Karla Hynka Máchy. V devadesátých letech ilustroval bibliofilské tisky Nakladatelství a knihkupectví Aulos. Je také tvůrcem Ex libris a autorem návrhů na poštovní známky.
Od 60. let se zabýval volnou grafickou tvorbou, kterou tiskl vlastním tiskařským lisem na ručním papíru. Jeho hlavní technikou je vícebarevný lept tvořený soutiskem 3–4 desek a akvatinta. Záhy po odchodu z Akademie si vytvořil vlastní osobitý styl, typický svou barevností, dělením plochy, stavbou prostoru a duchovního obsahu. Stejný důraz klade na linii i barvu a jejich vzájemnou harmonii. Kompozice grafických listů, kterou nejprve vytváří pastelem, je zdánlivě lapidárně jednoduchá a vychází ze základních geometrických obrazců se symbolickým významem – trojúhelník, pravoúhlé obrazce, polygon, kruh nebo spirála jako univerzální trajektorie pohybu. Jeho vizuální představivost pracuje podle stejných principů jako příroda, která kombinací nemnoha elementárních prvků podle jednoduchých pravidel dospívá k nesčetným proměnám forem a marnotratnému bohatství krásy.
Nejosobitějším rysem jeho výtvarného projevu je všudypřítomné, mnohovrstevné a sofistikované uplatnění znaku, kterým rytmizuje kompoziční schéma a dodává dynamiku námětu a zároveň navozuje příznačnou atmosféru nedopovězenosti, znepokojivých náznaků a tajemství. Jeho abstraktní schematické znaky jsou odvozené z reálných objektů: strom, vodní kapka, nebeská tělesa a souhvězdí, ulita, rybí či ptačí hlava, soví oči, hmyzí křídla. Člověk je v jeho dílech přítomen jen zástupně, formou lidských výtvorů a staveb jako je okno, hlavice iónského sloupu, loď, obloukový most, věž, cibulová věžní báň. Sukdolákovo úsilí o umělecké poznání archetypálních forem a jejich geneze, tedy esenciálních zákonů bytí, má nejblíže k tvorbě Paula Kleea.
Pavel Sukdolák kromě toho vytvářel technicky složité, barevně citlivě laděné dřevořezy i barevné litografie, v nichž zachycuje poetické vzpomínkové krajiny, složené nejčastěji z izolovaných abstrahovaných znaků plné vznášení, otáčení, víření a chvění.
Barevné lepty Pavla Sukdoláka představují snový svět plný tajemství a odrážejí hluboké duchovní vztahy mezi člověkem, přírodou a zemí vyjádřené barvami, symboly i znaky. Zdrojem inspirace je pro něj krajina rodné Vysočiny a její tvarová rozmanitost, barevnost a dokonalost přírody. Do grafických listů se promítají také vzpomínky z dětství na tajemný podmořský svět, který v něm se svou bohatou perleťově třpytivou různorodostí evokovaly různé ulity, mušle a lastury, které ve své dílně zpracovával na knoflíky jeho otec.

### Ilustrace a bibliofilské tisky (výběr)
- Konstantin Biebl, Zrcadlo času (1985)
- Jan Skácel, Smuténka
- Karel Hynek Mácha, Máj
- antologie básní Jacquese Villona
- Charles Baudelaire, Cesta
- Edgar Alan Poe, Havran
- Christian Morgenstern, Noční rybí zpěv
- Herman Hesse, Siddhartha

### Zastoupení ve sbírkách (výběr)
- Národní galerie v Praze
- Moravská galerie v Brně[11]
- Památník národního písemnictví v Praze
- Galerie výtvarného umění v Havlíčkově Brodě
- Horácká galerie v Novém Městě na Moravě
- Museum Bochum
- Museum Boijmans Van Beuningen, Rotterdam
- Oblastní galerie Vysočiny v Jihlavě

### Výstavy (výběr)

#### Autorské
- 1964 Pavel Sukdolák, Biologický ústav ČSAV, Praha
- 1982 Pavel Sukdolák: Farbradierungen, Galerie PRAgXIS C. Schüppenhauer, Essen-Kettwig
- 1986 Pavel Sukdolák: Grafika, Kabinet grafiky, Brno
- 1991 Pavel Sukdolák: Grafika, Letohrádek Ostrov
- 1992 Pavel Sukdolák: Grafika, Galerie Hollar, Praha
- 1993 Pavel Sukdolák: Grafika, Oblastní galerie Liberec
- 1993 Pavel Sukdolák: Grafika 1960–1993, Oblastní galerie Vysočiny v Jihlavě
- 1994 Pavel Sukdolák: Pastely a grafiky, Galerie v Lazarské, Praha
- 1997/1998 Pavel Sukdolák: Pastely a grafiky, Galerie Nový Svět, Praha
- 2000 Pavel Sukdolák, Galerie Hollar, Praha
- 2005 Pavel Sukdolák: Grafické dílo, Galerie výtvarného umění, Havlíčkův Brod
- 2005 Pavel Sukdolák: Lepty, pastely, Galerie Koruna, Hradec Králové
- 2005 Pavel Sukdolák: Výběr z grafické tvorby, Galerie výtvarného umění v Náchodě
- 2005 Pavel Sukdolák: Otisky času, Středočeská energetická, a.s., Praha
- 2006 Pavel Sukdolák: Grafické listy, Galerie z ruky, Křížovice, Doubravník
- 2006 Pavel Sukdolák: Barevné lepty a pastely, Zámecký skleník, Boskovice
- 2007 Pavel Sukdolák, Galerie Sedmi, Praha
- 2008 Pavel Sukdolák: Barevné lepty a pastely, Rabasova galerie, Nová síň pod Vysokou bránou, Rakovník
- 2009 Pavel Sukdolák: Barevný lept, Galerie Jiřího Jílka, Šumperk
- 2010 Pavel Sukdolák: Pastely, Galerie výtvarného umění, Havlíčkův Brod
- 2010 Pavel Sukdolák: Tiché rozhovory, Galerie Hollar, Praha
- 2010 Pavel Sukdolák: Pastely, Muzeum Dr. Aleše Hrdličky – výstavní síň, Humpolec
- 2014 Pavel Sukdolák: Barevný svět, Ars Diva galerie, Praha
- 2015 Pavel Sukdolák: V čase (výstava k 90. narozeninám), Galerie výtvarného umění, Havlíčkův Brod
- 2016 Pavel Sukdolák, galerie koruna, Hradec Králové
- 2020 Pavel Sukdolák: on line výstava k 95. narozeninám, Galerie výtvarného umění, Havlíčkův Brod[12]

#### Kolektivní
- přehled viz abART[13]

### Literární texty
- Pavel Sukdolák a kol., Jan Zábrana (4. 6. 1931 – 3. 9. 1984), antologie, Humpolec 1996

### Katalogy
- Pavel Sukdolák: Grafika, text Jiřina Hockeová, Dům umění města Brna 1986
- Pavel Sukdolák, text Zdenka Čepeláková, 6 s., Galerie umění Karlovy Vary 1991, ISBN 80-85014-13-0
- Pavel Sukdolák, text Eva Petrová, 8 s., SČUG Hollar, Praha 1992
- Pavel Sukdolák: Grafika 1960–1993, text Dagmar Jelínková, 16 s., OGV Jihlava 1993, ISBN 80-901359-1-9
- Pavel Sukdolák (texty František Dvořák a kol.), 80 s., Galerie výtvarného umění v Havlíčkově Brodě 2004
- Pavel Sukdolák: barevné lepty a pastely, 24 s., Rabasova galerie, Rakovník 2008, ISBN 978-80-85868-90-6
- Pavel Sukdolák: Barevné lepty a pastely, text J M Tomeš a kol., 64 s., Kulturní zařízení města Boskovice 2006, ISBN 80-239-7371-1
- Pavel Sukdolák, Společnost pro duchovní hudbu 2007
- Pavel Sukdolák: Barevné lepty a pastely, text Karel Žižkovský, 24 s., Rabasova galerie Rakovník 2008
- Pavel Sukdolák: Barevný lept, text Miroslav Koval, Galerie Jiřího Jílka, Šumperk 2009